# Pseudosmittia bothnica
Pseudosmittia bothnica är en tvåvingeart som först beskrevs av Tuiskunen 1984.  Pseudosmittia bothnica ingår i släktet Pseudosmittia, och familjen fjädermyggor. Arten har ej påträffats i Sverige.